# 溶着
溶着（ようちゃく）とは、樹脂や非鉄金属を接合する技術の一種。
接合後に溶融部を外観より確認できるものを溶接、接合後でも溶融部を外観で判別できないものを溶着と呼んでいる。添加材の有無には関係がないが、特に樹脂溶着の場合は異物となり接合強度が落ちる為、部材と同組成の樹脂しか部材間に入れることはできない。また、この分類は英語にはなく共にWeldingと訳される。樹脂部材の溶着では、熱可塑性の樹脂部材を融点を超えるまで加熱し、圧力を加え分子レベルで結合させる。プラスチック溶着とも呼ばれる。また、溶着するにはプラスチック溶着機（プラスチックウエルダー）を使用する。インパルスシーラーも広義では溶着機の一種であるが、一般には工業生産で使用される機械・技術を指している。金属部材間でも溶着現象は認められるが、例えば界面に発生した熱（ジュール熱、摩擦熱など）により界面のみが溶けて接合してしまった場合などを指す。固相接合においては溶着とも考えられるが、こちらは一般に接合と呼ばれている。
類義語に融着・固着がある。融着は溶着とほぼ同義であるが、固着とは、例えば瀬戸物同士などが長期間圧力下に晒された場合など、分子レベルで近接し結合状態になってしまうことを指している。
（類似語に圧接がある。）

## 歴史
熱可塑性の樹脂を加熱して接合できることは古くより知られていたが、初めに工業生産で広く使用されたのは浮き輪やビーチボール製造に使用された高周波溶着であった。1961年、精電舎電子工業により超音波溶着機が発表されると超音波溶着が一躍脚光を浴びることとなった。数年後、フェライト振動子より圧倒的に高性能であるPZT振動子が超音波溶着機に搭載されると、超音波溶着は世界中で溶着の主流となる。その後、誘導溶着、振動溶着、レーザー溶着など新たな技術が開発されているが、タクトタイムの速さや設備費用において優位性が高く、超音波溶着は現在においても樹脂の二次加工技術の大半を占めている。

## 概要
溶着は樹脂部材を加熱する方法によって様々な方法がある。
- 熱風溶着（溶接）

樹脂シート同士、あるいは溶接棒と呼ばれる棒状の樹脂を熱風で溶かし接合する工法。
- 超音波溶着

15 - 50キロヘルツ程度の超音波振動を圧力とともに部材に加え生じる摩擦熱で接合する方法。独特な高周波音が発生する。部材の大きさや材質により周波数や出力を選択する。また、超音波溶着機は、超音波ゲートカットや超音波カッター、樹脂かしめ、金属部材インサートなどにも利用されている。振動により微細な粉が発生し、コンタミ要因となる為、医療機器を中心に欧米ではレーザー溶着の利用が増加している。
- 振動溶着

100 - 300ヘルツ程度の低い周波数を用い、振幅の大きい横振動を対象素材に伝えることで非常に強力に溶着させる方法。大型の素材に適しているがコストが高い。近年は超音波溶着機でも大出力が可能である為に置き換えられることが多い。
- 誘導溶着

電磁誘導コイルを利用して物理的に離れている被誘導体に電流が流れる電磁誘導を用いる溶着工法。剥離性があるバージンシールは、樹脂がコーティングしてあるアルミ膜が誘導加熱で昇温され、樹脂が溶けてその対の部分に付着する現象を利用している。ナットやボルトを誘導加熱し樹脂にインサートするのも誘導溶着の一種である。最近は真鍮でも効果的に昇温する技術が開発されている。短時間で容易に高温を得ることが可能である為、金属板を数百度の高温になるまで昇温し樹脂部材に近接させて輻射熱を利用し溶着する方法もある。これは電磁誘導を利用した非接触熱板溶着と呼ばれる。
- 高周波溶着

高周波エネルギーの電界作用によって、樹脂部材そのものを内部から発熱させる方法。物理的な振動がない金型で挟みこむので表面の仕上がりが綺麗なのが特長。ただし対象素材は塩化ビニールなどに限定される。
- 半導体レーザー・ダイオードレーザー溶着

光を通す透過性樹脂と光を吸収する吸収性樹脂を、適度な圧力で重ね合わせレーザーを照射すると、樹脂が結合することを利用した溶着技術
- 熱溶着

熱伝導の作用によって加熱する方法。溶着は熱と圧力を利用しているので広義的には全ての溶着は熱溶着であるとも言えるが、一般的には、ヒーターを使用した熱板を部材に直接押し当てる熱板溶着をさしている。溶け量が多いため立体面でも対応しやすく気密・液密をとりやすいという特徴がある。樹脂成形品には反りやヒケがある為に温度ムラが発生することもある。他に、加圧したヒーター線に瞬間的な大電流を流して発熱させるインパルス式溶着、コテと呼ばれる加熱板を挟み込んでローラーにて加圧するコテ式溶着なども熱溶着と呼ばれている。
- スピン溶着

一方の部材を固定し他方の部材に回転させ加圧し接触面で発生する摩擦熱を利用した溶着方法。溶け量も多くとることもできるため気密や液密がとりやすく自動車部品などに多く用いられている。

## 用途
溶着技術は防水シート同士の接合、自動車用部品、医療機器、家電製品の他、マイクロ流体デバイス（微小流路）など幅広い分野で使用されている。